# Al Green (Politiker)

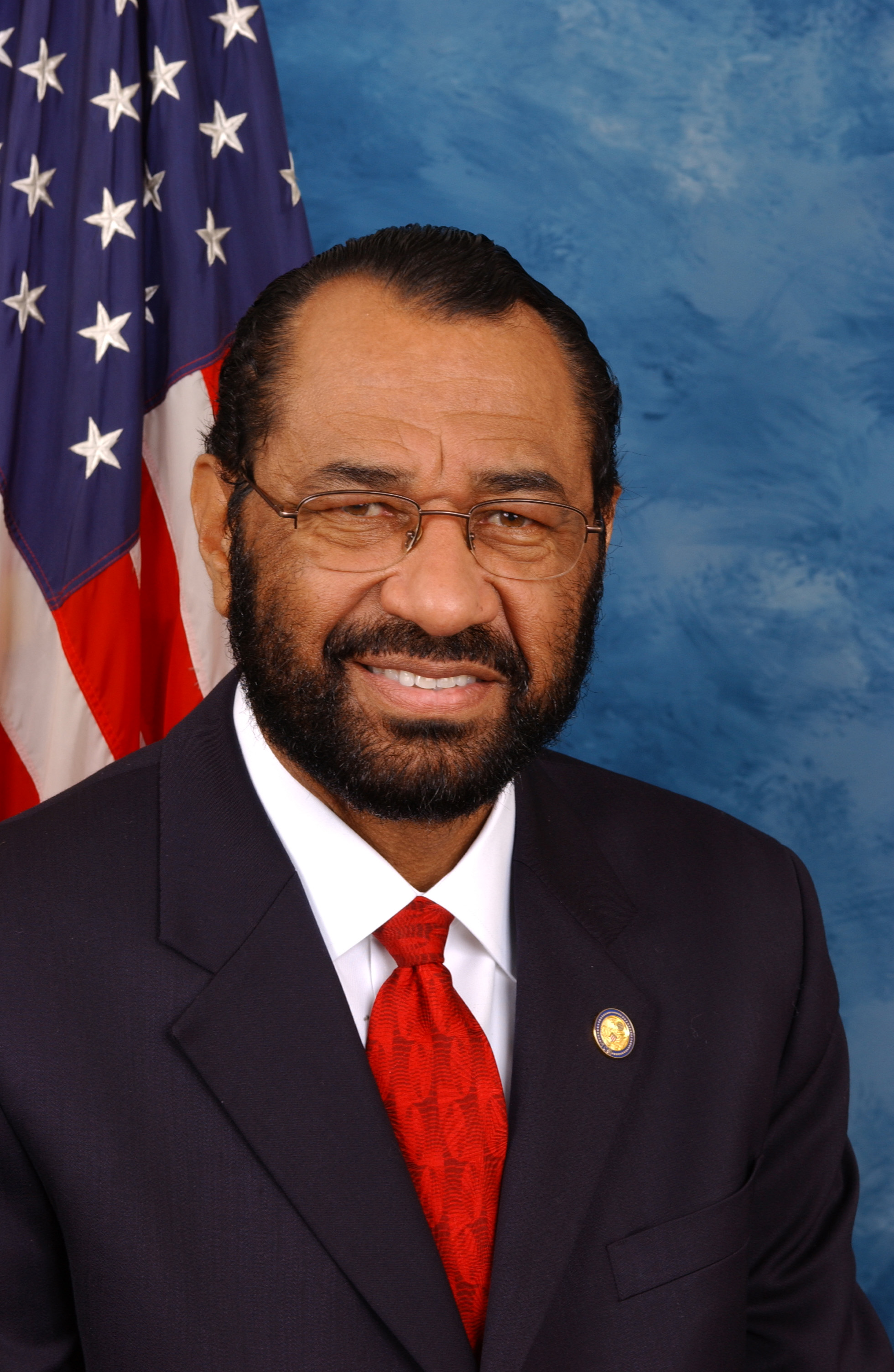
Al Green

Alexander N. „Al“ Green (* 1. September 1947 in New Orleans, Louisiana) ist ein US-amerikanischer Politiker der Demokratischen Partei. Seit 2005 vertritt er den neunten Distrikt des Bundesstaats Texas im US-Repräsentantenhaus.

## Werdegang
Al Green studierte zwischen 1966 und 1971 an der Texas A&M University. Danach setzte er seine Ausbildung an der Tuskegee University in Alabama fort. Nach einem anschließenden Jurastudium an der Texas Southern University in Houston und seiner 1974 erfolgten Zulassung als Rechtsanwalt begann er in diesem Beruf zu arbeiten. Zwischen 1977 und 2004 war er Friedensrichter im Harris County. Er wurde auch Präsident der Ortsgruppe von Houston der NAACP.
Bei der Wahl des Jahres 2004 wurde Green im neunten Kongresswahlbezirk von Texas in das US-Repräsentantenhaus in Washington, D.C. gewählt, wo er am 3. Januar 2005 die Nachfolge von Nick Lampson antrat. Er wurde bei allen folgenden neun Wahlen wiedergewählt; sein Mandat läuft aktuell bis zum 3. Januar 2027. Er ist bzw. war Mitglied im Finanzausschuss sowie in zwei von dessen Unterausschüssen. Außerdem gehört er 13 Congressional Caucuses an.
Am 17. Mai 2017 forderte er als erster Abgeordneter vor dem Kongress, ein Amtsenthebungsverfahren gegen Präsident Trump einzuleiten. Die von ihm unter anderem wegen Trumps Reaktionen auf Charlotteville eingeleitete Abstimmung über die Amtsenthebung scheiterte am 6. Dezember 2017 mit 58 zu 364 Stimmen im Repräsentantenhaus.
Während der ersten Rede von Präsident Trump in dessen zweiter Amtszeit vor dem Kongress am 4. März 2025 wurde Green nach wenigen Minuten wegen wiederholten Zwischenrufen – darunter, Trump habe kein Mandat um Medicaid zu kürzen – auf Anweisung von Mike Johnson, mit stehenden Ovationen der republikanischen Mitglieder, durch mehrere Sergeant at Arms aus dem Sitzungssaal hinauskomplimentiert („ejected“). Green wurde nach seinem Protest vom Repräsentantenhaus gerügt. Für diese Rüge stimmten auch zehn seiner Parteikollegen.